# Sis dies de Rio de Janeiro
La Sis dies de Rio de Janeiro fou una cursa de ciclisme en pista, de la modalitat de sis dies, que es va disputar a Rio de Janeiro (Brasil). La seva primera i única es va córrer el 1956.

## Palmarès
| Any  | Primers                           | Segons                         | Tercers                      |
| ---- | --------------------------------- | ------------------------------ | ---------------------------- |
| 1956 | Severino Rigoni · Bruno Sivilotti | Mario García · Ernesto Giacche | José Carvalho · Claudio Rosa |